# 드림스네이크
드림스네이크(Dreamsnake)는 미국 작가 본다 N. 매킨타이어의 1978년 SF (장르) 소설이다. 이 작품은 그녀가 1974년 첫 네뷸러상을 수상한 1973년 소설 "안개와 풀과 모래에 관하여"의 확장판이다. 이 이야기는 핵 학살 이후 지구를 배경으로 한다. 중심 인물인 스네이크는 질병을 치료하기 위해 유전자 변형 뱀을 사용하는 치료사이다. 뱀 한 마리는 죽어가는 사람들에게 즐거운 꿈을 주는 독을 지닌 외계인 "꿈뱀"(드림스네이크)이다. 소설은 스네이크가 죽은 후 자신의 꿈의 뱀을 대체하려고 노력하는 과정을 따른다.
이 책은 SF의 제2물결 페미니즘의 예로 간주된다. 매킨타이어는 여성을 중심에 두는 전형적인 영웅적 탐구를 다시 작성하고, 성별 대명사를 피하는 등의 장치를 사용하여 캐릭터의 성별 정체성에 대한 기대에 도전함으로써 기존의 성별화된 내러티브를 전복했다. 드림스네이크는 또한 페미니스트 관점에서 다양한 사회 구조와 성적 패러다임을 탐구하고 치유와 문화 간 상호 작용의 주제를 조사했다.
이 소설은 1979년 네뷸라상, 휴고상, 로커스 폴 상을 수상하는 등 호평을 받았다. 주인공으로서 스네이크의 강인함과 자급자족은 여러 평론가들에 의해 주목되었다. 평론가들은 또한 매킨타이어의 글과 책의 주제를 칭찬했다. 학자 다이앤 우드는 드림스네이크가 "언어적, 문화적 코드의 실험을 통해 미적 즐거움을 만들어내는 SF의 잠재력"을 보여주었다고 썼고, 저자 어슐러 K. 르귄은 이 책을 "계류와 같은 책—빠르고, 깨끗하고, 맑고, 흥미롭고, 아름답다."라고 썼다.